# Філлмор (Іллінойс)
Філлмор (англ. Fillmore) — селище (англ. village) в США, в окрузі Монтгомері штату Іллінойс. Населення — 305 осіб (2020).

## Географія
Філлмор розташований за координатами 39°6′55″ пн. ш. 89°16′43″ зх. д. / 39.11528° пн. ш. 89.27861° зх. д. (39.115369, -89.278511).  За даними Бюро перепису населення США в 2010 році селище мало площу 2,62 км², уся площа — суходіл.

## Демографія
Згідно з переписом 2010 року, у селищі мешкало 330 осіб у 140 домогосподарствах у складі 97 родин. Густота населення становила 126 осіб/км².  Було 162 помешкання (62/км²).
Расовий склад населення:
| - 99,4 % — білих - 0,3 % — азіатів |

До двох чи більше рас належало 0,3 %. Частка іспаномовних становила 0,0 % від усіх жителів.
За віковим діапазоном населення розподілялося таким чином: 23,0 % — особи молодші 18 років, 59,7 % — особи у віці 18—64 років, 17,3 % — особи у віці 65 років та старші. Медіана віку мешканця становила 44,6 року. На 100 осіб жіночої статі у селищі припадало 107,5 чоловіків;  на 100 жінок у віці від 18 років та старших — 98,4 чоловіків також старших 18 років.
Середній дохід на одне домашнє господарство  становив 46 794 долари США (медіана — 36 250), а середній дохід на одну сім'ю — 56 432 долари (медіана — 44 375). За межею бідності перебувало 16,8 % осіб, у тому числі 33,3 % дітей у віці до 18 років та 11,0 % осіб у віці 65 років та старших.
Цивільне працевлаштоване населення становило 95 осіб. Основні галузі зайнятості: освіта, охорона здоров'я та соціальна допомога — 27,4 %, транспорт — 15,8 %, роздрібна торгівля — 12,6 %, сільське господарство, лісництво, риболовля — 9,5 %.